# Harold Robbins
Pour les articles homonymes, voir Robbins.
 (avril 2020).
Si vous disposez d'ouvrages ou d'articles de référence ou si vous connaissez des sites web de qualité traitant du thème abordé ici, merci de compléter l'article en donnant les références utiles à sa vérifiabilité et en les liant à la section « Notes et références ».
Harold Robbins est un écrivain américain né le 21 mai 1916 à New York et mort le 14 octobre 1997 à Palm Springs (Californie).

## Biographie
Né à New York, il a passé son enfance dans un orphelinat. Éduqué à l'école secondaire George-Washington, il occupa plusieurs emplois après la fin de ses études.
Au début de la Seconde Guerre mondiale, il perd sa fortune et déménage à Hollywood, où il travaille à Universal Studios, d'abord comme expéditionnaire, puis comme cadre de studio.
Il s'est fait une réputation comme écrivain en publiant son autobiographie, puis en dépeignant le côté le plus sombre de Hollywood. Plusieurs de ses romans ont été adaptés au cinéma. À une époque, ses livres étaient parmi les plus vendus au monde.
Parmi ses succès les mieux connus figurent Les Ambitieux (en), un livre librement inspiré par la vie de Howard Hughes qui fait voyager le lecteur de la prospérité de l'industrie aéronautique jusqu'au glamour hollywoodien. La suite, intitulée The Raiders, a paru en 1995.
Il passa beaucoup de temps sur la côte d'Azur et à Monte-Carlo jusqu'à sa mort d'une insuffisance cardio-respiratoire le 14 octobre 1997, à l'âge de 81 ans. Il est enterré au cimetière de Forest Lawn à Cathedral City en Californie.
Au total il a vendu plus de 750 millions de livres à travers le monde, traduits en 32 langues. A ce titre, il est souvent cité dans les listes des romanciers ayant vendu le plus d'ouvrages de tous les temps. Il est cependant l'un des seuls de cette catégorie à être pratiquement inconnu en France et dans le monde francophone.
Depuis sa mort, plusieurs de ses romans ont été achevés sous son nom de plume par des « nègres littéraires ». Il a une étoile sur l'allée des célébrités de Hollywood.

## Œuvres
- Never Love A Stranger, 1948 (adapté au cinéma en 1958 : Never Love a Stranger)
- The Dream Merchants (en), 1949
- A Stone for Danny Fisher (en), 1952 (adapté au cinéma en 1958 : Bagarres au King Créole)
- Never Leave Me, 1953
- 79 Park Avenue, 1955
- Stiletto, 1960 (adapté au cinéma en 1969 : Stiletto)
- The Carpetbaggers (Les Ambitieux)[1], 1961 (adapté au cinéma en 1964 : Les Ambitieux, et en 1966 : Nevada Smith)
- Where Love Has Gone (en), 1962 (adapté au cinéma en 1964 : Rivalités)
- Hopping the Fence, 1966
- The Adventurers, 1966 (adapté au cinéma en 1970 : Les Derniers Aventuriers)
- The Inheritors, 1969
- The Betsy, 1971
- The Pirate, 1974
- Lady Revanche, 1976
- Dreams Die First, 1977
- Memories of Another Day, 1979
- Goodbye, Janette, 1981
- The Storyteller, 1982
- Spellbinder, 1982
- Descent from Xanadu, 1984
- The Piranhas, 1986
- The Raiders, 1995
- The Stallion, 1996
- Tycoon: A Novel (en), 1997
- The Predators, 1998
- The Secret, 2000
- Never Enough, 2001
- Sin City, 2002
- Heat of Passion, 2003
- The Betrayers, 2004
- Blood Royal, 2005